# 马来亚铁道
馬來亞铁道公司是馬來西亞馬來半島主要的鐵路經營者。其鐵路網絡的建設可以追溯到英國殖民時代，在當時主要作運輸錫米之用。「馬來亞鐵道」這名字是在1962年馬來西亞獨立後採用，此前該機構被稱為馬來聯邦鐵路和马来亚铁道管理局。雖然马来亚铁道局已於1992年企業化，重組為馬來亞鐵道公司，但是馬來西亞政府依然獨資擁有該公司。雖然其鐵路線票價合理，但疏落的班次使之難以與其他交通工具競爭。

## 鐵路網絡
馬來亞鐵道公司擁有一個軌距1,000公釐的鐵路網，分爲兩個主幹綫與一些分支綫。

### 西海岸铁路綫
西海岸铁路綫從馬泰邊界玻璃市州的巴東勿剎站一直延續到新加坡的兀兰火车关卡，途經檳城北海站和吉隆坡火车总站。因爲處於馬來半島的西岸，才被稱爲西海岸綫，故其也称「南北铁路线」。

### 東海岸铁路綫
東海岸铁路綫銜接森美蘭金馬士站與吉蘭丹道北站。金馬士站是西海岸與東海岸铁路綫交界處。就如西海岸铁路綫，因爲處於馬來半島東岸的彭亨州與吉蘭丹州，才被稱爲東海岸铁路綫。其實，它并沒有沿著海岸綫前進，只有在道北站才接近南中國海。它主要是在半島内部濃密的熱帶雨林穿行，因此又稱「叢林鐵路」。由於馬六甲在森馬州界的普罗士邦／淡邊站提供鐵路服務，因此登嘉樓是半島唯一沒有火車服務的州屬。

### 基础设施
鐵路全長為1699公里。
整個鐵路網皆為双軌，除了一段從金马士站至兀兰站的主幹綫，以及金马士站至道北站东海岸路线，並且電氣化至25千伏特，以便能讓電動火車行駛。

## 运输业务

### KTM城际铁路
KTM城际铁路是馬來亞鐵道公司提供的城际列車服務，穿行于馬來半島與新加坡。此服務是爲了運送乘客于城市、市郊和鄉村（區域性）的車站間，使用的是柴油機組。
马来亚铁道城市服務分爲郵車（各小站都停）與快車（不停沿途小站）；西海岸铁路綫主要由快車服務，而東海岸綫則有郵車與快車服務。目前共有三个主要服务线路，分别是吉隆坡至新山、金马士至道北和新山至兀兰的接驳服务。

### KTM通勤铁路
KTM通勤鐵路，俗称「電動火車」，是馬來亞鐵道在巴生谷和大槟城的通勤鐵路服務，分別有芙蓉线、巴生港线、硝山线、巴东勿刹线和在建的天空花园线两条路线，路线全長456公里。这项服务于1995年在巴生谷一带开始，并在2015年9月在大槟城都市区开始营业。2015年10月10日，通勤铁路从芙蓉站延伸至金马士站，之后在2016年7月倒回普罗士邦/淡边站。KTM通勤铁路的目的是方便通勤者進入吉隆坡市區，避免通勤者進入市區時陷入交通擁堵路段。芙蓉先由黑风洞至普罗士邦/淡边；巴生港线則由丹绒马林至巴生港。每年平均有3655萬人次乘搭，是吉隆坡最多人乘搭的公共交通。

### 貨運服務
馬來亞鐵道公司每天有37班貨運列車服務，80%集中于北馬區。提倡集裝箱化，馬來亞鐵道主要運輸海運集裝箱、洋灰和食品。于2006年貨運獲利增加5.2%至84.63百萬令吉。

## 机车车辆
隨著接管馬來半島各州鐵路管理，馬來亞鐵道接受了一批英製蒸汽列車，特別為馬來亞鐵道狀況改良的蒸汽列車。

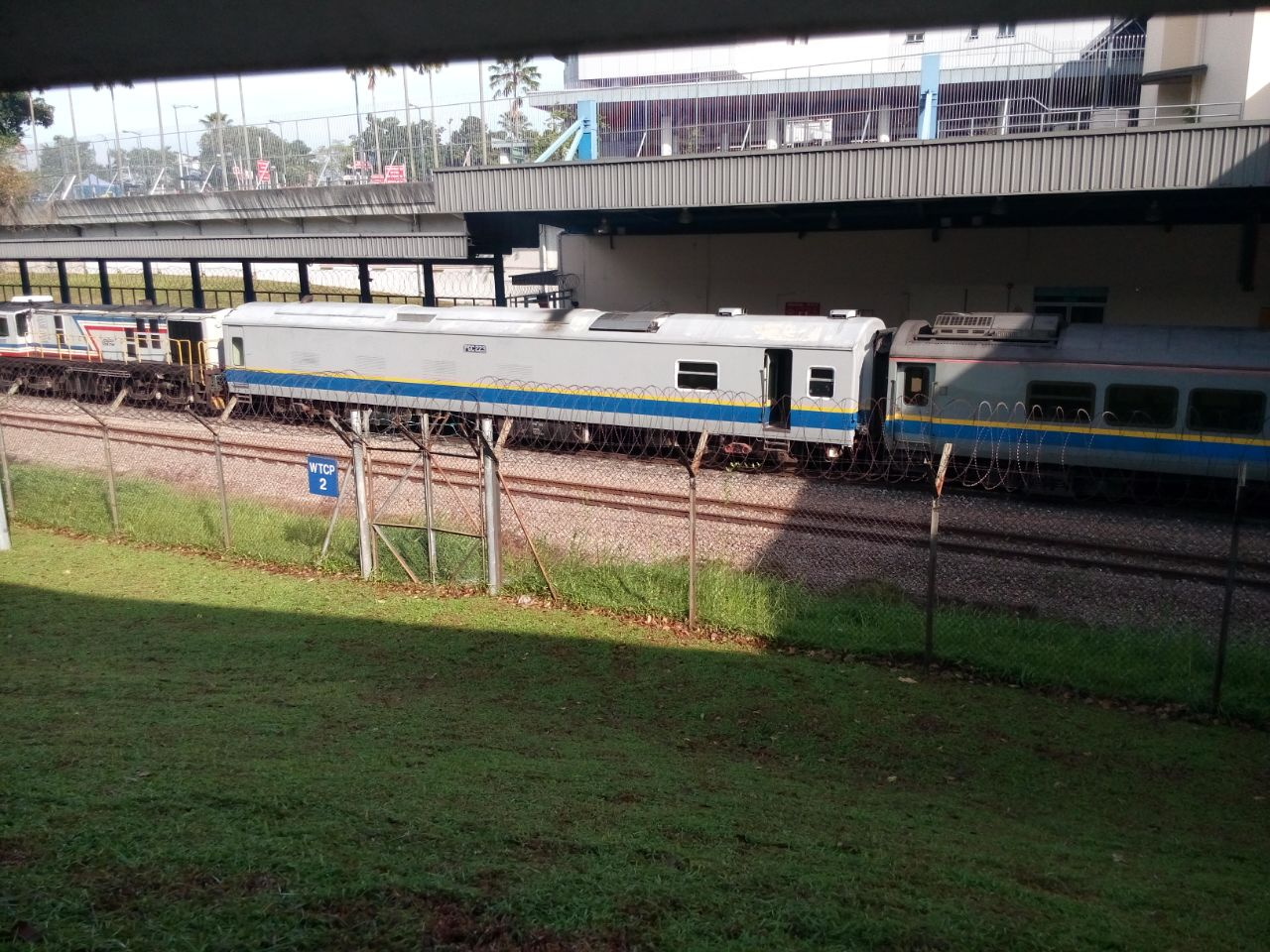
火车停留在新加坡关卡

馬來亞的動力柴油化于马来亚铁道成立與引進第一個柴油動力機車，15型柴油機車開始。50至70年代間，蒸汽機車漸漸地被柴油機車取代，餘下的全在1972年退役。馬鐵使用的柴油機車來自英國、日本、加拿大，及最近，印度、德國和中國。
電力機車要在1995年马来亚铁道公司電動火車服務的推行才被引入。
以下是马来亚铁道公司擁有的機組，包括已經退役的。
- 柴油機車
  - 10 15型柴電機車（編號15101-15110），英國電氣製造，1948年引進。
  - 15 17型柴液機車（編號17101-17105），日本製造，1964年引進。
  - 10 18型柴電機車（編號18101-18110），英國製造，1978年引進。
  - 10 19型柴電機車（編號19101-19110），日本日立製造，1983年引進。
  - 26 20型柴電機車（編號20101-20126），英國電氣製造，1957至1958年引進。
  - 25 21型柴液機車，日本製造。分兩批引入，第一批編號21101-21115，1965年引進；編號21201-21210，三年后。
  - 40 22型柴電機車（編號22101-22140），英國製造，1971至1972年引進。
  - 15 23型柴電機車（編號23101-23115），日本日立製造，1983年引進。
  - 26 24型柴電機車（編號24101-24126），日本東芝-川崎重工製造，1987年引進。
  - 17 25型柴電機車，EMD製造GT18LC-2。分兩批引入，第一批編號25101-21112，1990年引進；其餘五，2002年引進。
  - 20 26型柴電機車（編號26101-26120），德國安達與通用電氣製造。2003至2004年引進。
  - 20 29型柴電機車（編號29101-29120），中國中车集团大連機車製造。
  - 28 從印度租借柴油機車，1990年代尾引進。

- 内燃动车
  - 13 61型内燃动车组（编号），中国中车株洲电力机车有限公司製造，2020至2021年引進。
- 電力機車
  - 18 81型電聯車（編號EMU01-EMU18），奧地利製造，1994至1995年引進。
  - 22 82型電聯車（編號EMU41-EMU62），南非聯合鐵路客貨車公司製造，1996至1997年引進。
  - 22 83型電聯車（編號EMU19-EMU40），韓國現代Rotem公司製造，1996至1997年引進。
  - 5  91型電聯車（編號ETS01-ETS05），韓國現代Rotem公司製造，2009至2010年引進。
  - 38 92型電聯車（編號SCS01-SCS38），中国中车株洲电力机车有限公司製造，2010至2011年引進。
  - 10 93型電聯車（編號ETS201~ETS210），中国中车株洲电力机车有限公司製造，2013至2015年引進。

## 現代化
鐵路局的企業化使其致力於現代化。1989年，萬饒與芙蓉之間的路綫、峇都道岔與冼都之間及吉隆坡與巴生港口之間的支路綫開始復綫化和電氣化，以便于1995年推行電動火車。接下來是萬饒-怡保雙軌與電氣化工程，開始于2000年。但是因爲和約糾紛，工程一直延展。終于於2008年杪開始投入服務，怡保來回吉隆坡雙軌火車服務目前使用柴油機車。第一列來回怡保至吉隆坡的電動雙軌火車預料2009年杪運抵並投入服務，車程將從2小時45分鐘縮短至1小時55分鐘。另一項計劃，冼都──峇都喼雙軌電動火車計劃是從2006年11月17日開始，原訂於2009年5月16日完成，但卻因故而延遲至2010年3月31日才竣工。

## 争议
2022年1月9日凌晨4时05分，马来亚铁道公司一列火车从道北终站出发，于早上7时08分经过瓜拉格里斯火车站时没有停站，导致瓜拉吉赖100名学生无法在开学第一天返校。铁道公司之后发文告证实了该事件，宣布暂停相关列车司机的职务并展开调查，如果证实是人为疏忽，将采取纪律行动对付。文告也向受影响的学生、家长和校方致歉，公司承诺会改善服务制度，确保类似事件不会重演。